# Teatro Orpheum (Los Angeles)

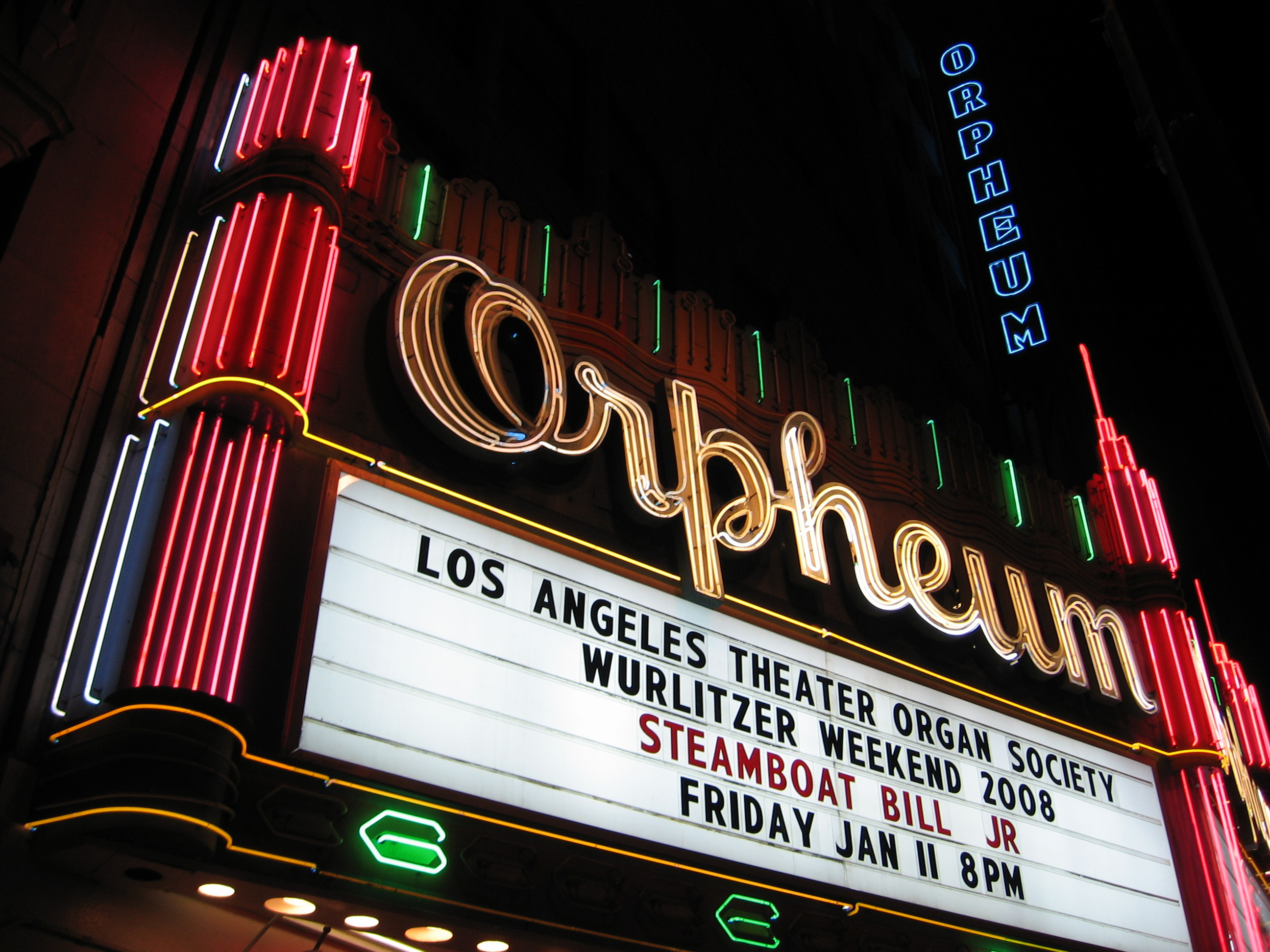
L'insegna del Teatro Orpheum

Il Teatro Orpheum è un teatro che si trova a Downtown, Los Angeles sulla Broadway Street.
Fu aperto il 15 febbraio 1926 e rappresentava la quarta ed ultima sede in Los Angeles
del circuito degli Orpheum specializzati nel Vaudeville.
Nel 1989 si è provveduto ad un restauro per un costo complessivo di 3 milioni di Dollari.
Si trova all'842 S. Broadway ed ha una capacità di 2000 posti.
L'Orpheum ha una facciata in stile Beaux-Arts ed è stato progettato dall'architetto G. Albert Lansburgh.
Al suo interno si trova un organo Wurlitzer che fu installato nel 1928 ed è uno dei tre
organi a canne rimasti nel sud della California.
Il Teatro Orpheum prende il nome dalla figura mitologica greca Orfeo (inglese Orpheus).

## Esibizioni

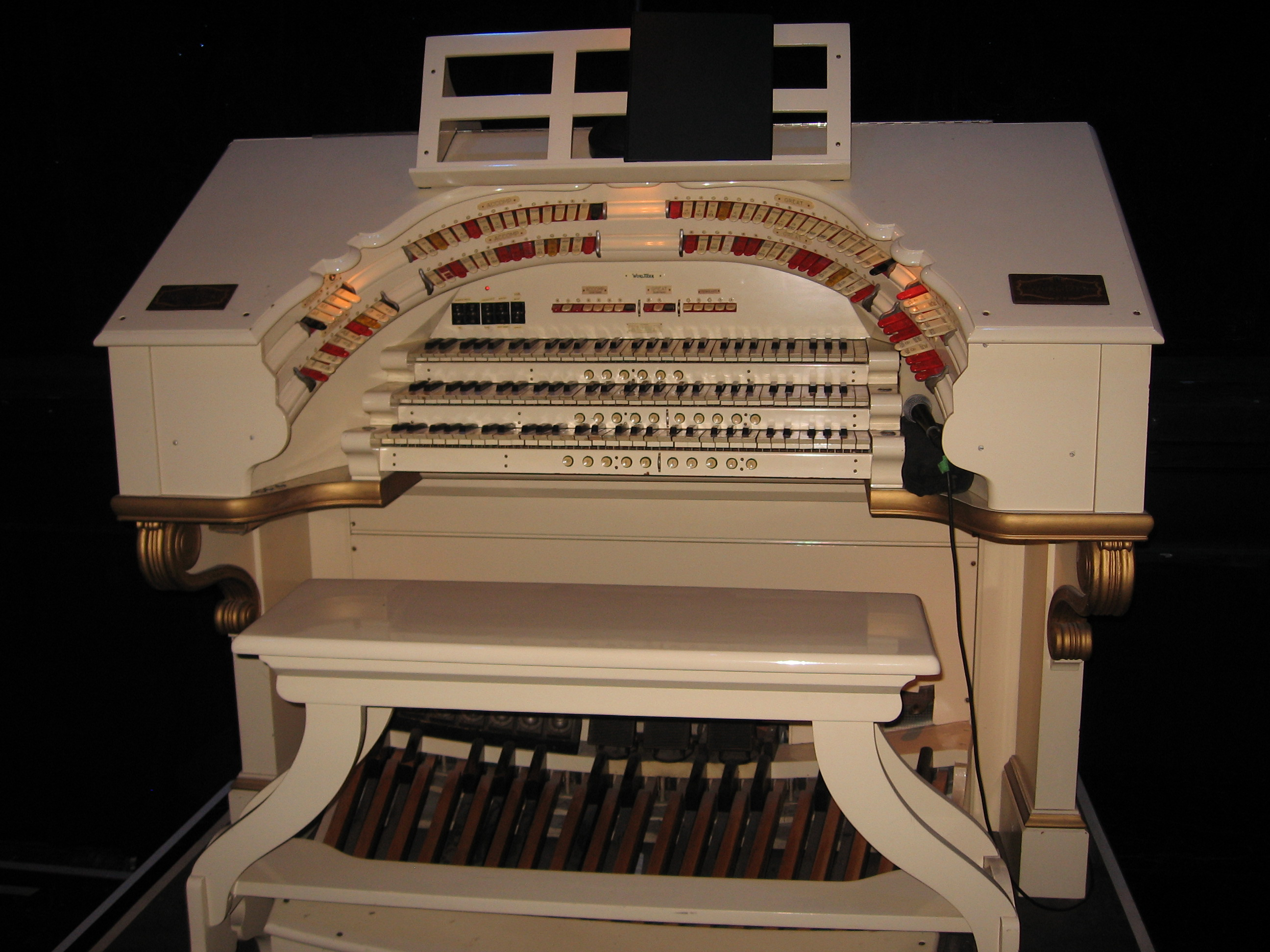
La consolle dell'organo Wurlitzer

Subito dopo l'apertura del teatro, l'orpheum vedeva la regolare esibizione di numerosi personaggi dell'epoca come la regina del Burlesque Sally Rand. Si esibirono sia numerosi attori
come i Fratelli Marx, Will Rogers, Judy Garland e Jack Benny che grandi del Jazz come
Lena Horne e Duke Ellington.
Il genere Vaudeville continuò ad essere rappresentato fino agli anni cinquanta. Negli anni sessanta il teatro ospitò concerti rock and roll con Little Richard, Aretha Franklin and Little Stevie Wonder.Nel 2020 si è esibita la band Julie and the Phantoms della famosa omonima serie tv di Netflix.
Oggi ospita invece concerti live, cerimonie di premiazioni cinematografiche ed è una location per vari film.
Gli Streamy Awards del 2010 furono trasmessi dal teatro Orpheum.

## Il teatro Orpheum come Location
Dall'Orpheum furono trasmessi vari Reality Show tra cui American Idol e America's Got Talent.
Per i film si può ricordare Last Action Hero - L'ultimo grande eroe e Transformers e qui inoltre sono state girate numerose scene della famosa serie tv prodotta da Netflix Julie and the Phantoms.